# Référendum constitutionnel qatarien de 2024
Le référendum constitutionnel qatarien de 2024 a lieu le 5 novembre 2024 afin de permettre à la population du Qatar de se prononcer sur une révision de la Constitution de 2004.
Le projet consiste essentiellement en un renforcement des pouvoirs de l'émir, ainsi que la fin de l'élection des membres du Conseil consultatif, le parlement monocaméral du pays.
La population approuve la révision à une écrasante majorité. 

## Contexte

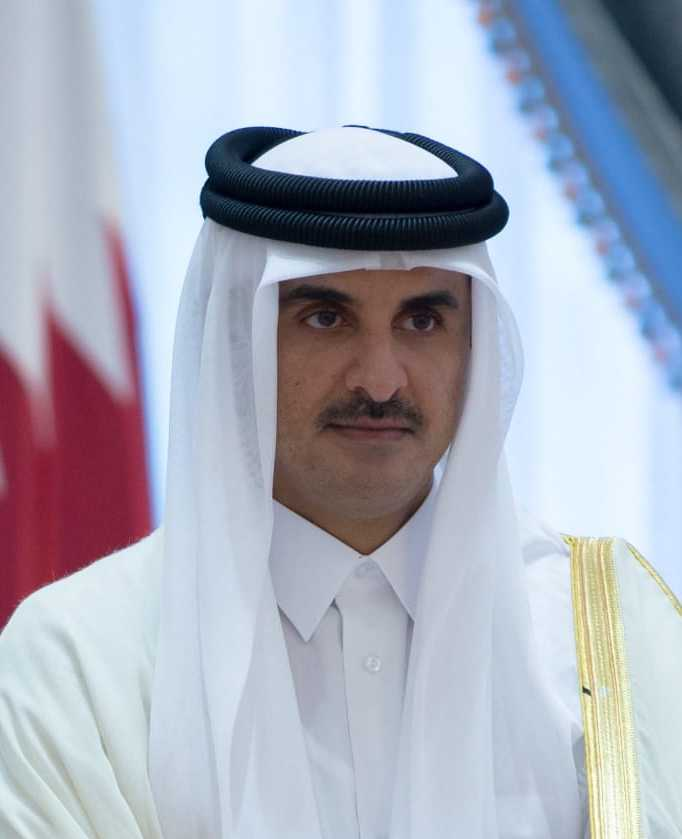
L'émir Tamim ben Hamad Al Thani.

La Constitution du Qatar est adoptée par référendum en 2003 sous le règne de l'émir Hamad ben Khalifa Al Thani. Elle prévoit la mise en place des premières élections législatives. Composé depuis l'indépendance en 1971 de membres nommés par l'émir, le Conseil consultatif se voit en effet doté de 45 membres dont 30 élus pour quatre ans au suffrage universel direct, uninominal majoritaire à un tour, et 15 nommés par l'émir. Le parlement ne possède cependant que très peu de pouvoirs, le Premier ministre restant responsable devant le seul émir, qui demeure un monarque absolu. L'ensemble des conseillers sont par ailleurs indépendants, les partis politiques étant interdits,.
Si le pays continue d'organiser tous les quatre ans depuis 1999 des élections municipales, les premières élections législatives sont reportées à de nombreuses reprises, avant d'être finalement organisées en octobre 2021 sous le règne de Tamim ben Hamad Al Thani, qui succède à son père en 2013. Le scrutin est organisé un an avant l'accueil par le pays de la Coupe du monde de football 2022, le gouvernement étant soucieux de donner l'image d'une ouverture démocratique dans ce contexte d'attention médiatique internationale. Les élections provoquent cependant des tensions tribales en raison de l'exclusion de plusieurs milliers de citoyens, la loi électorale restreignant le vote aux seuls descendants des qataris présents en 1930, excluant ainsi les descendants de citoyens naturalisés,. Principale concernée, la tribu des Al-Murrah est par la suite naturalisée dans son ensemble, le pouvoir s'inquiétant de l'attrait auprès d'elle de l'islam politique après une exclusion vécue comme une humiliation.

## Objet
Lors de la session de reprise du Conseil consultatif du 15 octobre 2024, Tamim ben Hamad Al Thani annonce la mise à référendum d'une révision de la Constitution. Affirmant avoir « tiré les leçons » de « l'expérience » démocratique, il déclare vouloir éviter les tensions entre familles et tribus provoquées par le processus électoral. Dans son discours, l'émir déclare avec franchise que le Conseil n'étant de toute manière « pas un Parlement représentatif dans un système démocratique, son statut et son autorité ne seront pas affectés, que ses membres soient élus ou nommés »,. 
La révision est présentée au Conseil consultatif, qui l'approuve à l'unanimité le 28 octobre. Le lendemain, l'émir convoque par décret la tenue d'un référendum pour le 4 novembre suivant, moins de trois semaines après l'annonce du projet. Le scrutin est organisé dans le cadre de l'article 75 de la Constitution, qui permet à l'émir de convoquer sur sa seule décision un référendum. Les résultats sont légalement contraignants,,.
Le projet inscrit plusieurs nouveautés dans la Constitution telle que la désignation du pays comme étant un État de droit et, malgré l'abandon des élections législatives au profit d'un Conseil composé de 45 membres nommés par l'émir, une démocratie. L'émir n'est plus obligé à son accession au trône de prêter serment devant le Conseil, peut dissoudre ce dernier à tout moment, et dispose d'un délai de six mois avant de le renouveler. Il convoque à sa convenance le Conseil consultatif, le Conseil de famille et toute « personne influente » pour consultation. Les conseillers doivent obligatoirement avoir une bonne connaissance de l'arabe, peuvent être démis de leur fonction en cas de violation de leurs devoirs, et ne peuvent cumuler d'autres fonctions. Les citoyens naturalisés sont pour la première fois autorisés à devenir ministres. Enfin, l'accent est mis sur le recours à la négociation et la médiation dans la conduite de la politique étrangère. Ce dernier point intervient dans le contexte de la guerre ayant ravivé le conflit israélo-palestinien et provoqué de vives tensions au Moyen-Orient, conduisant l'émir à vivement critiquer Israël lors de son discours du 15 octobre,.

## Résultats
Le gouvernement n'a à ce jour pas publié de résultats détaillés. 
| Choix                     | Votes | %     |
| ------------------------- | ----- | ----- |
| Pour                      |       | 90,60 |
| Contre                    |       | 9,40  |
|                           |       |       |
| Votes valides             |       |       |
| Votes blancs et invalides |       |       |
| Total                     |       | 100   |
| Abstention                |       |       |
| Inscrits/Participation    |       | 84,00 |

## Conséquences
La révision de la Constitution est approuvée à plus de 90 % des voix, et entre en vigueur le lendemain 6 novembre. L'émir Tamim ben Hamad Al Thani se félicite des résultats, qui démontrent selon lui la célébration par les Qataris « des valeurs d'unité et de justice »,.